# Мьюз, Констант
Констант Мьюз (англ. Constant Mews, род. 1954) — доктор философии, профессор средневековой мысли и директор Центра исследований религии и теологии при Университете Монаша в Мельбурне. Он является авторитетом в области средневековой религиозной мысли, особенно в изучении средневекового философа и теолога Пьера Абеляра, а также в сфере межконфессионального диалога. Он обнаружил и опубликовал то, что, возможно, является оригинальными письмами, которыми обменивались Пьер Абеляр и его возлюбленная Элоиза.

## Юные годы
Мьюз — сын покойного композитора Дугласа Мьюза и брат музыканта и органиста Дугласа. Он родился в Англии и провёл детство там же и в Новой Зеландии. Среднее образование он получил в колледже Святого Петра в Окленде, Новая Зеландия. Он выиграл Кубок Тренвита по истории, Кубок Тейлора по языкам, Кубок Артура Болланда по английскому языку и стал равным герцогом (вместе с Ричардом Сегедином) колледжа в свой последний год обучения в колледже Святого Петра в 1971 году.

## Академическая карьера
Мьюз учился в Оклендском университете и получил там степени бакалавра и магистра по истории. Он прошёл докторскую подготовку в Оксфордском университете, затем в течение пяти лет (1980–1985) преподавал британскую цивилизацию в Университете Париж III, одновременно изучая средневековую мысль (сосредоточившись на Пьере Абеляре) совместно с Жаном Жоливе в Высшей практической школе религиозных наук. Затем последовали два года работы научным сотрудником Leverhulme в Университете Шеффилда по редактированию трудов Пьера Абеляра. В июле 1987 года Мьюз занял должность преподавателя на кафедре истории в Университете Монаша. Он принял участие в создании Центра исследований религии и теологии, а также в продвижении исследований религии в целом, проявляя большой интерес к межконфессиональным взаимоотношениям. В 1990 и 2000 годах он обучался в Институте перспективных исследований в Принстоне, а также снова преподавал в Париже, в Практической школе высших исследований (секция Ve) и в Высшей школе социальных наук. В 2005 году он был избран членом Австралийской академии гуманитарных наук.

## Письма Абеляра и Элоизы
В 1999 году Мьюз опубликовал «Утраченные любовные письма Элоизы и Абеляра». В сборнике содержится около 113 средневековых любовных писем, отредактированных в 1974 году немецким учёным Эвальдом Кёнсгеном. Письма, приписываемые просто мужчине и женщине, сохранились, потому что монах XV века скопировал их для антологии. Потратив около 20 лет на изучение философских и теологических трудов Абеляра, Мьюз пришёл к выводу, что письма (самая длинная известная переписка между мужчиной и женщиной в средневековый период) были написаны Абеляром и Элоизой. В 2005 году историк Сильвен Пирон перевёл переписку на французский язык.
Вопрос о том, были ли эти письма действительно настоящей перепиской, стал предметом интенсивных научных дебатов во Франции. Мьюз и другие учёные, поддерживающие версию подлинности, говорят, что все доказательства в тексте и вокруг него указывают на Абеляра и Элоизу. Противники говорят, что это слишком просто, и хотят окончательных доказательств. Они отвергают обвинения в туннельном зрении и отрицают, что ими движет профессиональная зависть из-за того, что они не стали первыми. «Это не ревность, это вопрос метода», — считает Моник Гулле, директор по исследованиям средневековой латыни в парижском университете Сорбонна. «Если бы у нас были доказательства, что это были Абеляр и Элоиза, то все бы успокоились. Однако нынешняя позиция литературоведов такова, что мы шокированы слишком быстрым процессом атрибуции». Но после многих лет исследований Мьюз ещё больше в этом убедился. «Когда я впервые столкнулся с этими словами и идеями, у меня по спине пробежали мурашки. К сожалению, это подверглось критике как доказательство эмоциональной реакции», — сказал он. «Произошло очень быстрое стереотипирование аргументов других людей». Большинство экспертов по латинскому языку согласны с тем, что документ является подлинным и имеет большую литературную ценность, однако его уникальность вызывает у некоторых учёных подозрения. «Наиболее вероятным объяснением является то, что это литературное произведение, написанное одним человеком, который решил воссоздать произведения Абеляра и Элоизы», — сказала Гулле. Другие говорят, что это было стилистическое упражнение двух студентов, которые представляли себя влюблёнными, или что оно было написано другой парой. С тех пор Мьюз обнаружил дополнительные текстовые параллели между письмами и трудами Абеляра, которые ещё больше подтверждают его аргументы, включённые в работу «Абеляр и Элоиза, великие средневековые мыслители» и журнальные статьи, опубликованные в 2007 и 2009 годах.

## Избранные труды
- "Abelard and his Legacy", Variorum Reprints, London, Ashgate, 2001.
- "Reason and Belief in the Age of Roscelin and Abelard", Variorum Reprints, London, Ashgate, 2002.
- "The Lost Love Letters of Heloise and Abelard: Perceptions of Dialogue in Twelfth-Century France", Palgrave MacMillan, New York, 1999; 2nd edition, 2008.
- "Abelard and Heloise", New York, Oxford University Press, 2005.
- "Cicero and the Boundaries of Friendship in the Twelfth Century", Viator 38/2 (2007), 369–384.
- "Discussing Love: The Epistolae duorum amantium and Abelard's Sic et Non", Journal of Medieval Latin 19 (2009), 130–47.